# Astragalus assadii
Astragalus assadii är en ärtväxtart som beskrevs av Maassoumi och Dieter Podlech. Astragalus assadii ingår i släktet vedlar, och familjen ärtväxter. Inga underarter finns listade i Catalogue of Life.